# Krohn (Familienname)
Krohn ist ein deutscher Familienname.

## Namensträger
- Albert Krohn (1891–1967), deutscher Politiker, Bremer Bürgerschaftsabgeordneter (KPD)
- Alfred Krohn (1903–nach 1934), deutscher Steuermann im Rudern
- Alfred von Krohn (1820–1877), preußischer Generalmajor
- Alexander Krohn (* 1971), deutscher Musiker und Schriftsteller
- Anders Krohn (* 1987), norwegischer Rennfahrer
- Anne Krohn (* 1983), deutsche Volleyball- und Beachvolleyballspielerin
- Anne-Dore Krohn (* 1977), deutsche Redakteurin und Kritikerin
- August von Krohn (1781–1856), Generalmajor und Kriegsminister (Holstein)
- August Krohn (1840–1889), deutscher klassischer Philologe
- August David Krohn (1803–1891), russlanddeutscher Zoologe
- Axel Krohn  (* 1952), deutscher Politikwissenschaftler
- Barbara Krohn (* 1957), deutsche Schriftstellerin von Kriminalromanen sowie Übersetzerin aus dem Italienischen
- Carsten Krohn (* 1966), deutscher Architekturhistoriker
- Caspar Daniel Krohn (1736–1801), deutscher Organist und Komponist
- Christine Krohn (* 1936), deutsche Juristin
- Claus-Dieter Krohn (1941–2019), deutscher Historiker
- Ernst Krohn (1868–1959), deutscher Kameramann der Stummfilmzeit
- Felix Krohn (1898–1963), finnischer Komponist
- Fred Krohn (* 1961), deutscher Fußballspieler
- Fritz Krohn (1873–1941), deutscher Klassischer Philologe und Gymnasiallehrer
- Fritz Willi Krohn (1898–1944), deutscher Filmarchitekt
- Gisela Krohn (* 1966), deutsche Malerin
- Günter Krohn (1929–2020), deutscher Richter
- Hans Krohn (1897–1972), deutscher Fußballspieler
- Hans von Krohn (1871–1938), deutscher Korvettenkapitän
- Hans-Broder Krohn (1915–2009), deutscher Politiker in der Europäischen Kommission
- Heidi Krohn (* 1934), finnische Schauspielerin
- Hellmuth von Krohn (1891–1924), deutscher Pilot
- Hermann Diedrich Krohn (1734–1805), deutscher Jurist und Bürgermeister der Hansestadt Lübeck
- Hermann Georg Krohn (1705–1756), deutscher Jurist, Syndicus der Hansestadt Lübeck
- Hieronymus Christian Krohn (1843–1910), deutscher Maler
- Hildegard Krohn (1892–1943), jüdisch-deutsches Opfer des Holocaust; Freundin und Muse des Dichters Georg Heym
- Hugo Krohn (1910–1973), deutscher Rechtsanwalt und Heimatforscher
- Ilmari Krohn (1867–1960), finnischer Komponist und Musikwissenschaftler
- Jan Krohn (* 1962), deutscher Schriftsteller und Songtexter
- Jasmin Krohn (* 1966), schwedische Eisschnellläuferin
- Jesse Krohn (* 1990), finnischer Automobilrennfahrer
- Johann Adolph Krohn (1674–1750), Bürgermeister der Hansestadt Lübeck
- Johann von Krohn (1759–1834), preußischer Generalmajor
- Johannes Krohn (1884–1974), deutscher Ministerialbeamter
- Jörg Krohn (* 1963), deutscher Tennisspieler
- Juan María Fernández y Krohn (* 1950), spanischer Attentäter
- Julius Krohn (1835–1888), finnischer Dichter, Folklorist und Literaturwissenschaftler
- Kaarle Krohn (1863–1933), finnischer Folklorist
- Karlhans Krohn (1908–2003), deutscher Sportlehrer und Jugendpfleger, Erfinder des Indiacas
- Karsten Krohn (1944–2013), deutscher Chemiker
- Leena Krohn (* 1947), finnische Schriftstellerin
- Marcel Krohn (* 1968), deutscher Schauspieler, Regisseur und Intendant
- Michael Krohn (* 1943), Apotheker und ehemaliger Inspizient Wehrpharmazie der Bundeswehr
- Michael Krohn-Dehli (* 1983), dänischer Fußballspieler
- Paul Günter Krohn (1929–1979), deutscher Literaturwissenschaftler
- Peter Krohn (1932–2021), deutscher Verleger und Fußballfunktionär
- Philipp Krohn (* 1977), deutscher Journalist
- Pietro Krohn (1840–1905), dänischer Maler, Zeichner und Museumsdirektor
- Raphael Høegh-Krohn (1938–1988), norwegischer Mathematiker
- Reinhold Krohn (1852–1932), deutscher Baustatiker, Brückenbauer und Hochschullehrer
- Rolf Krohn (* 1949), deutscher Schriftsteller
- Rüdiger Krohn (* 1943), deutscher Germanist
- Rudolf Krohn (Heimatforscher) (1850–1938), deutscher Lehrer und Heimatforscher
- Rudolf Krohn (Politiker) (1917–1995), deutscher Politiker (CDU), MdA Berlin
- Stefan Krohn (* 1974), deutscher Schwimmer
- Tarek Krohn (* 1976), deutscher Musikwissenschaftler
- Thorsten Krohn (* 1965), deutscher Schauspieler
- Tim Krohn (* 1965), deutsch-schweizerischer Schriftsteller
- Tim Krohn (Fußballspieler) (* 2005), deutscher Fußballspieler
- Tracy Krohn (* 1954), US-amerikanischer Unternehmer und Autorennfahrer
- Walter Krohn (* 1928), deutscher Erfinder und Unternehmer
- Wolfgang Krohn (* 1941), deutscher Soziologe